# گانگستر غمگین
«گانگستر غمگین» (به انگلیسی: Blue Gangsta) یکی از ترانه‌های مایکل جکسون است که در سال ۱۹۹۸ برای آلبوم شکست‌ناپذیر نوشته و ضبط شده بود. این آهنگ ۸ مه ۲۰۱۴ از شبکهام‌تی‌وی و ۹ مه ۲۰۱۴ در آلبوم اکسکیپ که دومین آلبوم گردآوری‌شده از ترانه‌های منتشر نشده مایکل جکسون است، منتشر شد. گانگستر غمگین ششمین آهنگ این آلبوم است. ترانه‌سرا، آهنگساز و تهیه‌کنندگان نسخه اصلی این آهنگ مایکل جکسون و دکتر فریز هستند. نسخه دوم این آهنگ در سال‌های ۲۰۱۳–۲۰۱۴ توسط تیمبلند و جروم هارمون برای آلبوم اکسکیپ تنظیم شده‌است.

## پیشینه و انتشار
گانگستر غمگین در سال ۱۹۹۸ برای آلبوم شکست‌ناپذیر نوشته و ضبط شده بود اما در آلبوم قرار نگرفت. آین آهنگ بین سال‌های ۲۰۰۶ تا ۲۰۱۰ لو رفت. اواخر سال ۲۰۰۶ رپری به نام تمپمنتال بدون اجازه از جکسون نسخه‌ای از این آهنگ را ریمیکس کرد و در صفحه‌اش در مای‌اسپیس منتشر کرد. پس از مرگ ناگهانی جکسون در سال ۲۰۰۹، قرار شد که گانگستر غمگین در آلبوم مایکل که اولین آلبوم گردآوری‌شده از ترانه‌های منتشر نشده مایکل جکسون است، منتشر شود اما این اتفاق نیفتاد با این حال نسخه‌ای که قرار بود در آلبوم مایکل منتشر شود قبل از انتشار آلبوم لو رفت. این نسخه کمی با نسخه‌ای که در آلبوم اکسکیپ منتشر شد متفاوت بود. سرانجام هم نسخه اصلی و هم نسخه جدیدی از این آهنگ ۹ مه ۲۰۱۴ در آلبوم اکسکیپ منتشر شد.

## موزیک ویدئو
۱۴ مه ۲۰۱۴ موزیک ویدئویی الهام گرفته از فیلم کوتاه مجرم دورو، در ویوو مایکل جکسون منتشر شد. این موزیک ویدئو به مناسبت انتشار آلبوم اکسکیپ و توسط رقصنده‌های مایکل جکسون: تور جهانی فناناپذیر برای این آهنگ ساخته شد.

## جدول
| جدول (۲۰۱۴)                                 | بالاترین جایگاه |
| ------------------------------------------- | --------------- |
| آهنگ‌های داغ آراندبی/هیپ-هاپآمریکا (بیلبورد) | ۸               |
| جدول آهنگ‌های هلند                           | 77              |